# Regione di Lockyer Valley
La regione di Lockyer Valley è una Local Government Area che si trova nel Queensland. Si estende su una superficie di 2.272,4 chilometri quadrati e ha una popolazione di 34.954 abitanti. La sede del consiglio si trova a Gatton.